# Massacre de Plan de Sánchez
 (juin 2013).
Le massacre de Plan de Sánchez eut lieu dans le village guatemaltèque de Plan de Sánchez (en), municipalité de Rabinal, département du Baja Verapaz, le 18 juillet 1982. Plus de 250 personnes (principalement des femmes et des enfants, et quasi exclusivement des membres de l'ethnie Achi Maya) furent maltraitées et assassinées par des membres des Forces armées guatémaltèques et leurs alliés paramilitaires.

## Contexte national
Voir aussi: Histoire du Guatemala, Guerre Civile Guatemaltèque.
Les assassinats eurent lieu au cours d'une des plus violentes périodes du conflit armé guatémaltèque, qui opposa divers groupes d'insurgés de gauche au gouvernement et à ses forces armées. 1982 fut en effet l'une des années les plus sanglantes de l'histoire des 36 années du conflit guatemaltèque (1960-1996). Après être arrivé au pouvoir, par un coup d'État en mars 1982, le général Efraín Ríos Montt se lança dans une campagne de « pacification » qui affaiblit largement l'insurrection, mais au prix d'un terrible coût en vies humaines et de nombreuses atteintes aux droits de l'homme. Le massacre de Plan de Sánchez fut un élément de la stratégie de terre brûlée du gouvernement, le village fut visé car les autorités soupçonnaient ses habitants d'abriter sinon de soutenir des groupes de guérilla.

## Contexte local
Après le massacre, le village fut pratiquement abandonné pendant de nombreuses années et on menaça les survivants de représailles s’ils révélaient l'incident ou les endroits où ils avaient aidé à creuser les nombreuses fosses communes. Avec le retour progressif à la démocratie qui commença à la fin des années 1980 et au début des années 1990, quelques-uns des survivants sentirent qu'ils pouvaient commencer à parler des assassinats sans crainte pour leurs vies. Des plaintes furent déposées auprès des autorités en 1992 et, en 1993, une enquête criminelle fut lancée. Mais, confrontés aux délais et autres irrégularités de procédure, ainsi qu'a l'amnistie accordé aux responsables présumés par la loi de réconciliation nationale, les survivants virent que les remèdes légaux nationaux étaient inopérants dans ce cas, par conséquent, en 1996, ils décidèrent de déposer une plainte auprès de la Commission interaméricaine des droits de l'homme (IACHR), dépendante de l'Organisation des États américains.

## Procédures judiciaires

### Procédures judiciaires supranationales
L'IACHR commença à instruire la plainte et en août 1999, Alfonso Portillo, président démocratiquement élu du Guatemala, reconnut la responsabilité limitée des institutions de l'État dans les faits, l'affaire fut finalement renvoyée devant la Cour interaméricaine des droits de l'homme pour jugement et règlement. En 2004, la Cour interaméricaine prononça deux verdicts, établissant la responsabilité du Guatemala et ordonnant un ensemble de compensations monétaires, non-monétaires et symboliques pour les survivants et les ayants droit des personnes décédées. Le 29 avril 2004, la Cour interaméricaine des droits de l'homme a rendu un arrêt Masacre Plan de Sanchez vs Guatemala (arrêt no C 105).